# Battaglia di Valenciennes

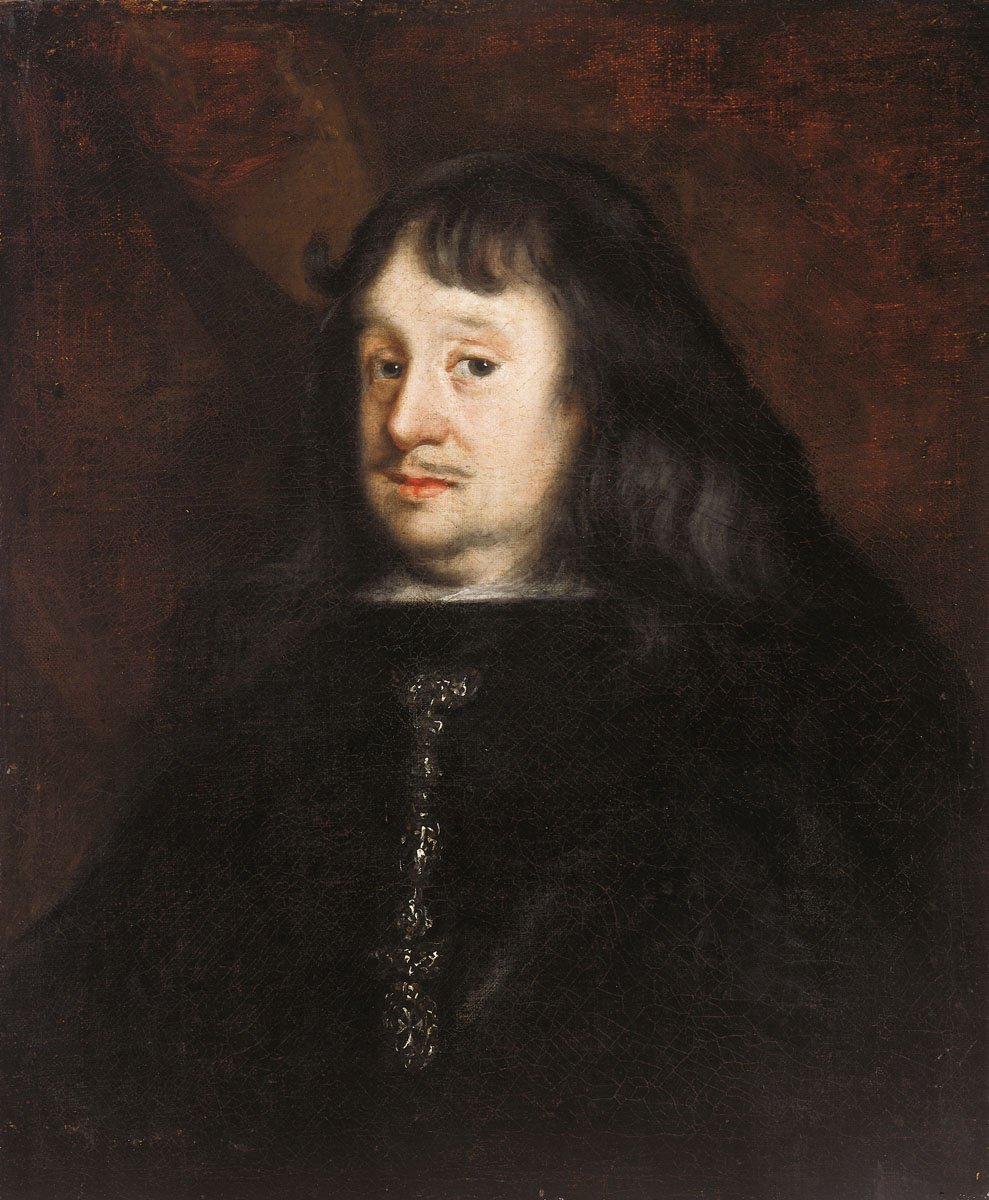
Don Giovanni d'Austria, governatore dei Paesi Bassi Spagnoli e comandante in capo dell'armata spagnola delle Fiandre.

La battaglia di Valenciennes fu combattuta il 16 luglio 1656 tra le truppe spagnole comandate da Don Giovanni d'Austria il giovane e le truppe francesi del maresciallo Visconte di Turenne, nei pressi della città francese di Valenciennes, nel contesto della guerra franco-spagnola.
La battaglia fu una delle poche sconfitte subite dal Visconte di Turenne ed è considerata il canto del cigno della potenza militare spagnola e come l'ultima grande vittoria dei Tercio dell'Armata di Fiandra.

## Preludio
Il 18 maggio 1656 le truppe francesi, comandate dal Visconte di Turenne, iniziarono le procedure di assedio contro la piazzaforte di Valenciennes, difesa da una guarnigione spagnola sotto il comando di Francisco de Meneses.
Subito l'assedio, ben organizzato, iniziò a mietere vittime tra i difensori e per tale motivo verso la fine di giugno, Don Giovanni d'Austria, governatore dei Paesi Bassi spagnoli, prese la decisione di correre in soccorso della città, la cui situazione stava diventando insostenibile.
L'esercito francese assediante, composto di 115 squadroni di cavalleria e 31 di fanteria, era stato separato in due divisioni poste su ogni lato del fiume Schelda: la prima divisione era rimasta sotto il diretto controllo del Visconte di Turenne mentre l'altra fu lasciata al maresciallo Henri de La Ferté-Senneterre.
Ciò, tuttavia, provocò non pochi problemi di comunicazione.

## La battaglia
Nella notte del 15 luglio, mentre ormai la piazzaforte era sul punto di arrendersi, arrivò l'esercito spagnolo, composto di 81 squadroni di cavalleria e 27 di fanteria.
Subito Don Giovanni d'Austria comandò di scavare una trincea a circa una lega dal nemico da cui poi scatenare un'offensiva per spezzare l'assedio.
L'esercito spagnolo risultava così suddiviso:
- La fanteria spagnola e quella irlandese, comandata da Don Giovanni d'Austria e dal Marchese di Caracena.
- La cavalleria al comando di Claude Lamoral I di Ligne.
- Le truppe di Luigi II di Borbone-Condé.
- I rinforzi guidati da Jean Gaspard de Ferdinand, conte di Marsin.

Il primo attacco fu scatenato dal Luigi II di Borbone-Condé il quale, sorpresa la fanteria francese, riuscì a spezzarne le difese mentre lo stesso Don Giovanni d'Austria intraprese, con analogo risultato, un'altra azione sul fronte opposto di fatto accerchiando la divisione del maresciallo La Ferté.
Il comandante francese, il Visconte di Turenne, respinto un attacco dalla cavalleria spagnola, tentò di correre in aiuto al collega ma fu bloccato e, con la sua divisione, ripiegò fino a Quesnoy, per riorganizzarsi.
Gli spagnoli catturarono 400 ufficiali francesi tra cui il Maresciallo La Ferté con oltre 4 000 soldati, per quanto le fonti francesi riducano queste cifre a 77 ufficiali e 1 200 soldati, compresi i loro effetti personali e le salmerie, 50 cannoni, nonché tutta la corrispondenza del comando francese con la corte, fatto che permise poi agli spagnoli di entrare in conoscenza delle informazioni in merito agli effettivi e ai piani dell'armata avversaria.
Della divisione del maresciallo la Ferté, solo 2000 soldati riuscirono a fuggire, nello sbando più totale.

## Conseguenze
La vittoria degli spagnoli a Valenciennes permise all'armata spagnola di spezzare l'assedio francese della cittadella e contribuì a risollevare il morale dei Tercio producendo uno di quei successi fragorosi che la Spagna ottenne in giorni migliori.
Tuttavia Turenne poté, con il suo carisma, garantire un efficiente ripiegamento delle forze francesi che in breve tempo riuscirono a riorganizzarsi impedendo alle truppe spagnole di ottenere vantaggi strategici.
Il Re Filippo IV, fece coniare una medaglia d'oro per commemorare la vittoria e donò a Luigi II di Borbone-Condé una spada.
Il successo però ben presto si rivelò controproducente: infatti, incoraggiata dalla vittoria, la corte di Madrid rifiutò ogni proposta di compromesso offerta dalla controparte e scelse di proseguire il conflitto per quanto le sue truppe nelle Fiandre fossero ai limiti dell'esaurimento.
La guerra si trascinò per altri anni fino al 1659, quando, a seguito dell'esito disastroso della battaglia delle Dune, Filippo IV, acconsentì a siglare la pace sfavorevole dei Pirenei che chiuse l'egemonia spagnola in Europa.